# GamesIndustry
GamesIndustry, parfois raccourci en GI, est un site web traitant de l’actualité de l'industrie du jeu vidéo.

## Historique
Le site appartient à un réseau de médias vidéoludiques dont font également partie les sites web britanniques Eurogamer et Rock, Paper, Shotgun. GamesIndustry tient au sein de ce réseau le rôle d'une filiale consacrée à l'actualité industrielle. Dans les années 2000, le site publie des articles et envoie une lettre d'information hebdomadaire.
En 2008, le site dévoile une fonctionnalité de réseau social, pour faciliter la rencontre de développeurs au sein de l'industrie vidéoludique.
En 2020, le site se dote d'une section « Academy » à destination des étudiants et des professionnels, et qui ambitionne de fournir des conseils pour trouver un premier emploi dans l'industrie, pour construire des jeux vidéo, et pour les financer et les publier. Cette partie du site dispose notamment de guides sur les moteurs de jeu, sur les crédits d'impôts, ou sur la manière de choisir une date de sortie pour son jeu,.
En 2024, GamesIndustry est racheté en même temps que les sites affiliés Eurogamer et Rock, Paper, Shotgun par IGN. Ce changement de groupe propriétaire s'inscrit dans une tendance générale de consolidation des médias vidéoludiques à partir de la moitié des années 2010, aux côtés par exemple des acquisitions de GameSpot par Fandom en 2022 et de Polygon par Valnet en 2025.

## Image publique
Au contraire de la plupart des médias vidéoludiques, qui consacrent généralement une bonne partie de leurs publications aux jeux vidéo eux-mêmes, par le biais de critiques ou de guides de jeu, la direction éditoriale de GamesIndustry se concentre sur l'actualité propre à l'industrie du jeu vidéo, en couvrant par exemple les résultats financiers des entreprises ou les changements de ressources humaines.
Le nom du site est parfois raccourci en GI.